# Negació (psicologia)
La negació és un mecanisme de defensa, i la primera fase del dol, que consisteix a enfrontar-se als conflictes negant la seva existència, o la seva relació o rellevància amb el subjecte.
Es rebutgen aquells aspectes de la realitat que es consideren desagradables. L'individu s'enfronta a conflictes emocionals i amenaces d'origen intern o extern negant-se a reconèixer alguns aspectes dolorosos de la realitat externa o de les experiències subjectives que són manifestos per als altres. El terme negació psicòtica s'empra quan hi ha una total afectació de la capacitat per a captar la realitat.